# Hypsilurus schoedei
Espèce
Synonymes
- Gonyocephalus schoedei Vogt, 1932

Statut de conservation UICN

 LC  : Préoccupation mineure
Hypsilurus schoedei est une espèce de sauriens de la famille des Agamidae.

## Répartition
Cette espèce est endémique des îles de l'Amirauté en Papouasie-Nouvelle-Guinée.

## Étymologie
Cette espèce est nommée en l'honneur d'Hermann Schoede.

## Publication originale
- Vogt, 1932 : Beitrag zur Reptilienfauna der ehemaligen Kolonie Deutsch-Neuguinea. Sitzungsberichte der Gesellschaft Naturforschender Freunde zu Berlin, vol. 5-7, p. 281-294.